# Erik Bjurberg
Erik Albert Bjurberg, född 1 juni 1895, död 12 juni 1976, var en svensk tävlingscyklist. Han var bror till Arthur Bjurberg.
Bjurberg satte 1926 en rad svenska rekord i bancykling och höll många år även svenskt rekord på 10 mil landsväg. Bjurberg, till yrket montör, var en snabb och säker åkare på kortare sträckor. Även brodern Hjalmar Bjurberg (1898–1972) var en framstående cyklist.